# Acartia grani
Acartia grani är en kräftdjursart som först beskrevs av Georg Ossian Sars 1904.  Acartia grani ingår i släktet Acartia och familjen Acartiidae. Arten har ej påträffats i Sverige. Inga underarter finns listade i Catalogue of Life.